# National Investigations Committee On Aerial Phenomena
Das National Investigations Committee On Aerial Phenomena (NICAP) war eine US-amerikanische Nichtregierungsorganisation zur Erforschung des UFO-Phänomens. Sie wurde 1956 gegründet und löste sich 1980 auf. Ihr prominentester Vertreter war der pensionierte Major des United States Marine Corps und Science-Fiction-Autor Donald E. Keyhoe, der 1950 mit seinem Aufsatz bzw. Buch The Flying Saucers Are Real (New York, Fawcett Publications 1950) die erste globale UFO-Sichtungswelle ausgelöst hatte.

## Tätigkeit
NICAP wurde 1956 von Thomas Townsend Brown gegründet. Erklärtes Ziel war die wissenschaftliche Untersuchung und Recherche von UFO-Sichtungen.(Sachs, S. 213.) Der Historiker Curtis Peebles bezeichnete NICAP als Lobbygruppe unter Keyhoe, der einen „Krieg“ gegen die US Air Force führte, die keinen Beweis für die außerirdische Herkunft der UFOs sah.
Dem Board of Governors gehörten hochrangige Offiziere des US-Militärs, frühere Beamte der CIA wie Vizeadmiral Roscoe H. Hillenkoetter (CIA-Direktor 1947–1950), Politiker, Geschäftsleute, Akademiker und Kleriker an, wodurch sich das Komitee einen soliden Ruf in der UFO-Forschung verschaffte. Keyhoe versuchte auch, Edward J. Ruppelt, einen früheren Mitarbeiter des Projekts Blue Book, für NICAP zu gewinnen, doch lehnte Ruppelt eine Mitgliedschaft ab.
In den 1970er Jahren wurde NICAP von einigen Ufologen verdächtigt, im Rahmen einer Verschwörung von der CIA infiltriert worden zu sein mit dem Ziel, UFO-Recherchen zu behindern.
NICAP gaben monatlich die Zeitschrift UFO INVESTIGATOR heraus. Außerdem hatte NICAP Dokumente veröffentlicht, so The UFO Evidence (1964), UFOs: A New Look (1969) und Strange Effects from UFOs (1969). Direktoren waren:
- Thomas Townsend Brown (1956/57)
- Donald E. Keyhoe (1957–1969)
- Richard H. Hall (1969/70)
- John L. Acuff (1970–1980?)

Mitglieder im Board of Governors waren Ende der 1970er Jahre unter anderem Major Dewey J. Fournet (1921–2000), ehemaliger Leiter von Project Blue Book, sowie der republikanischen US-Senator Barry M. Goldwater. Ende der 1970er Jahre hatte NICAP noch rund 2.600 Mitglieder. Nach der Auflösung 1980 ging die Archivgut NICAPs in den Besitz des Center for UFO Studies (CUFOS) über.